# Jatropha multifida
Jatropha multifida är en törelväxtart som beskrevs av Carl von Linné. Jatropha multifida ingår i släktet Jatropha och familjen törelväxter. Inga underarter finns listade i Catalogue of Life.

## Bildgalleri

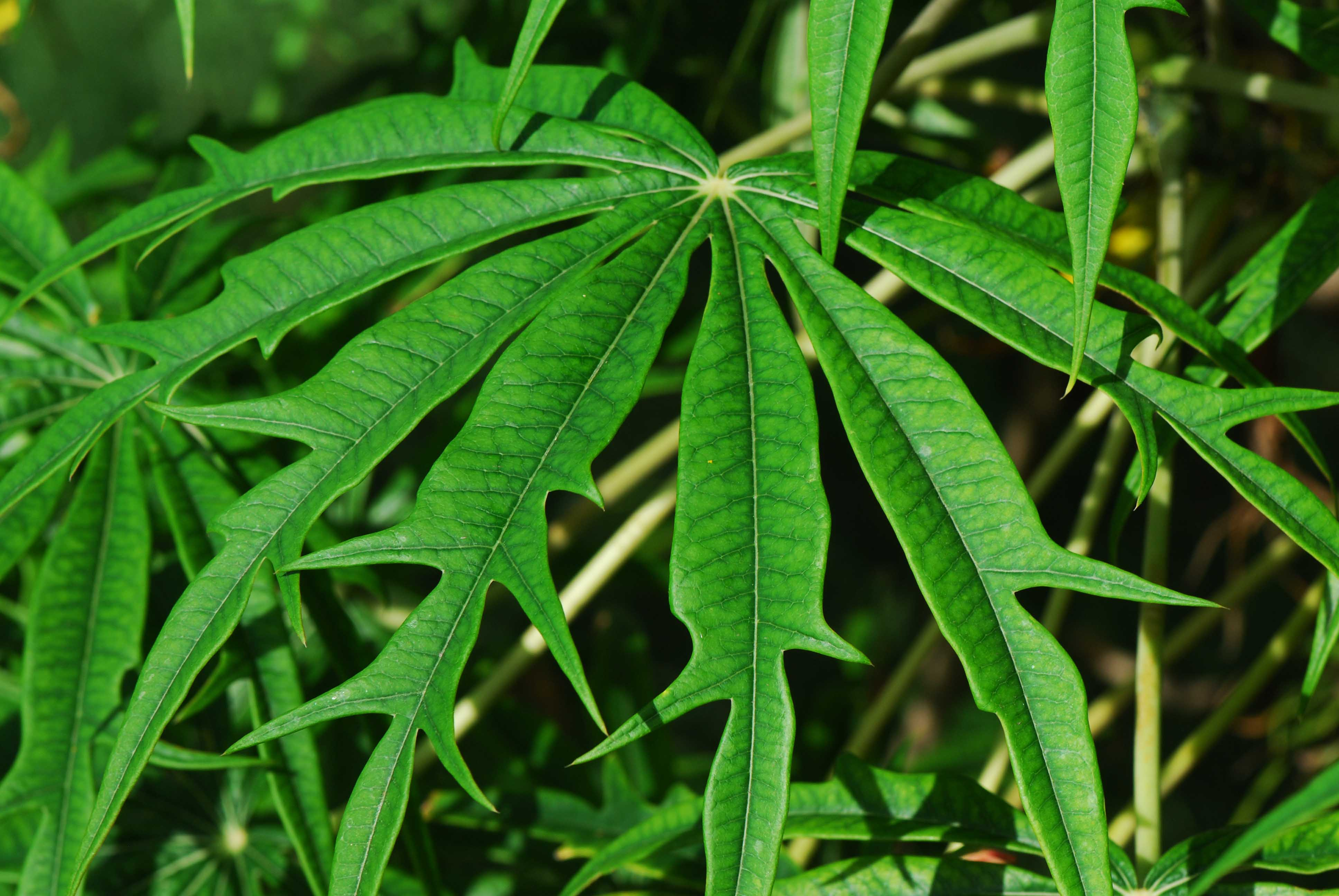
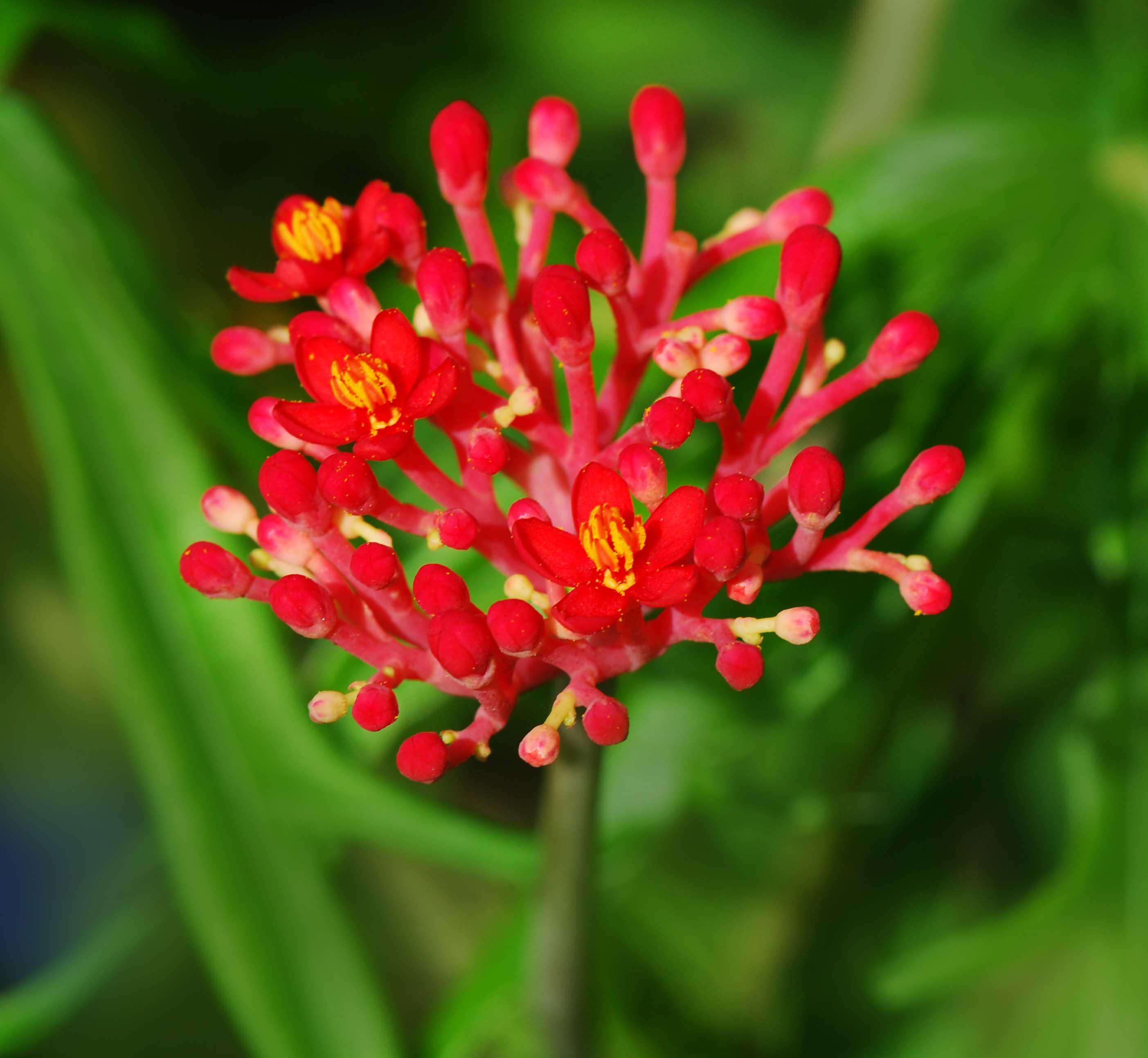
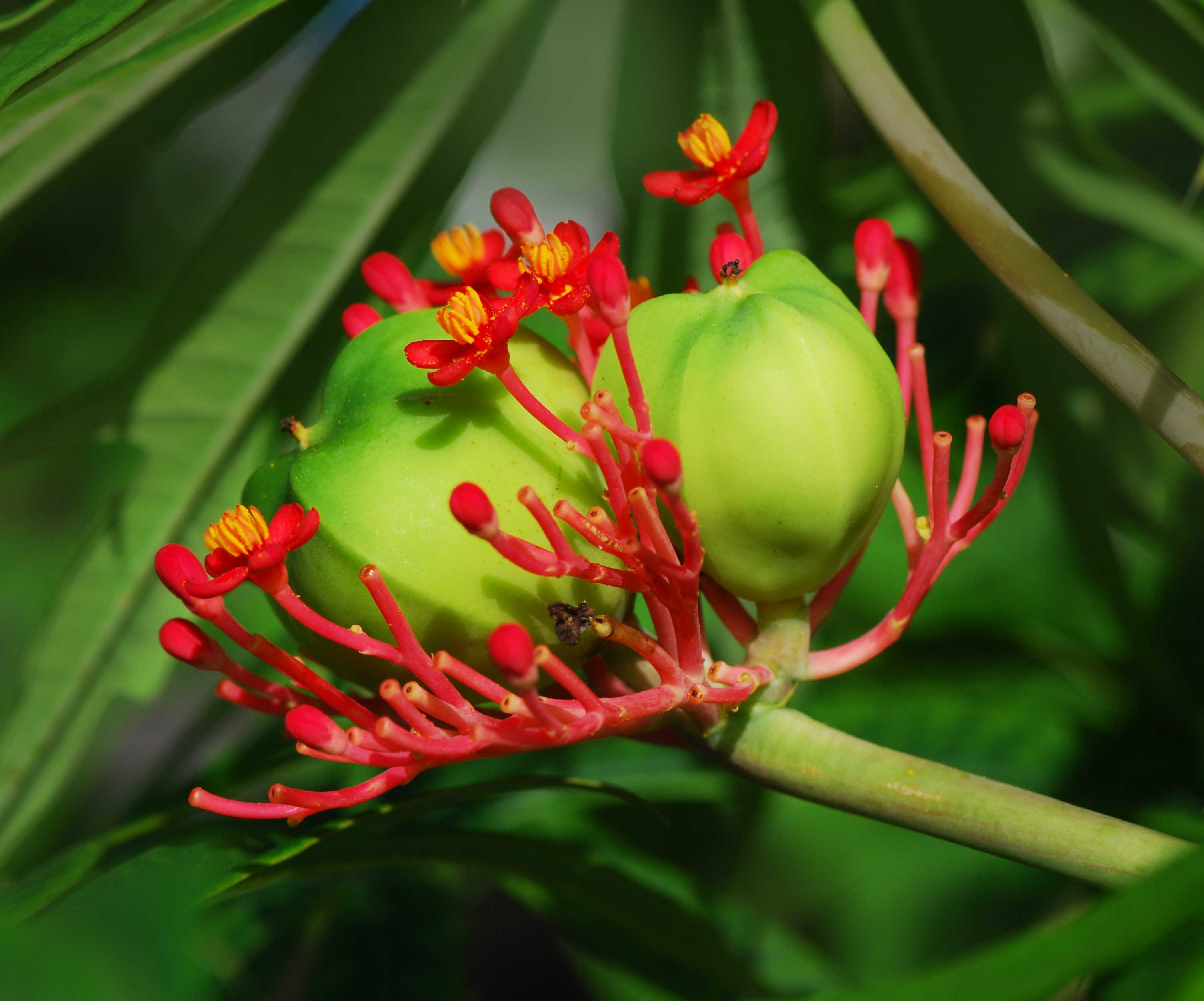
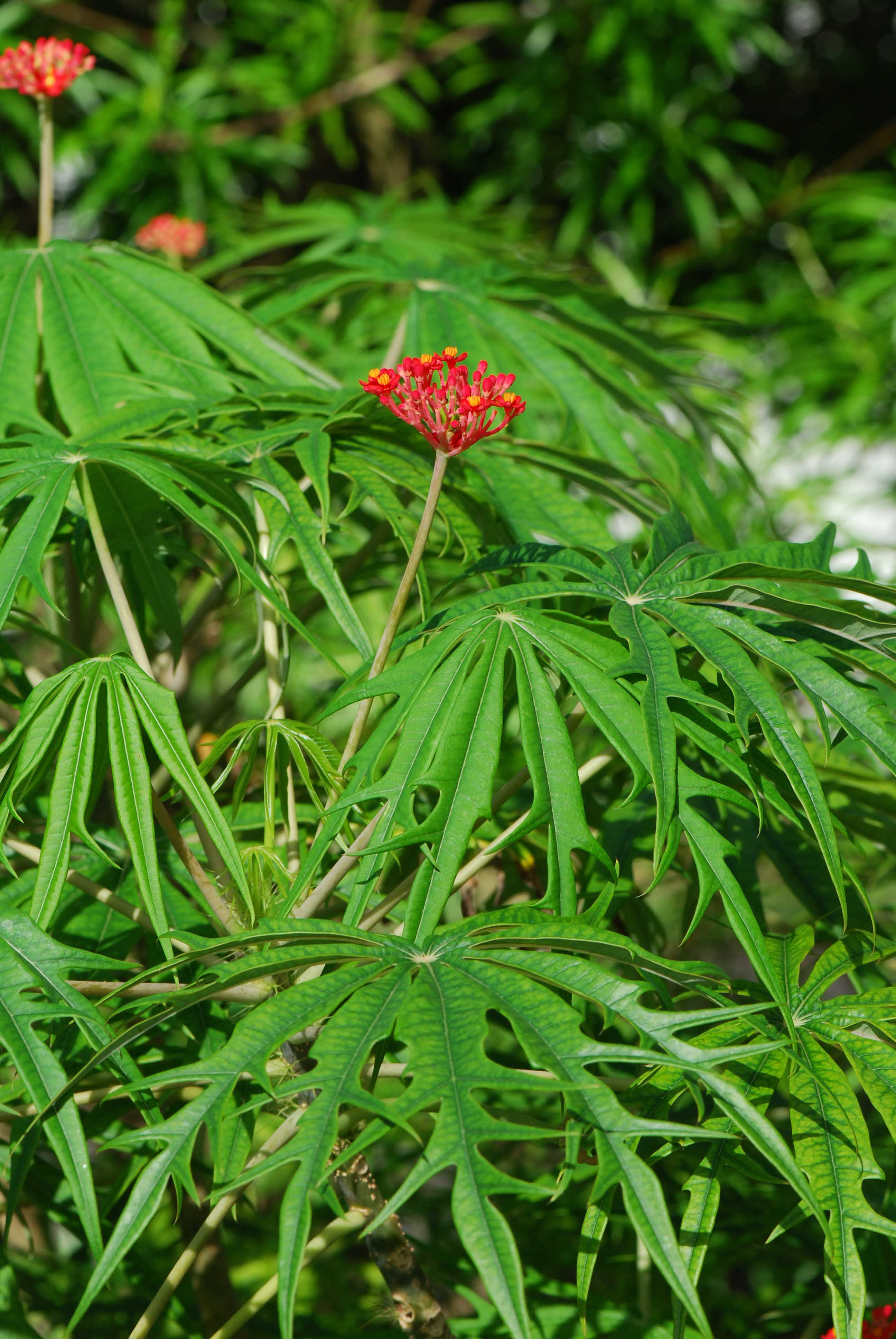
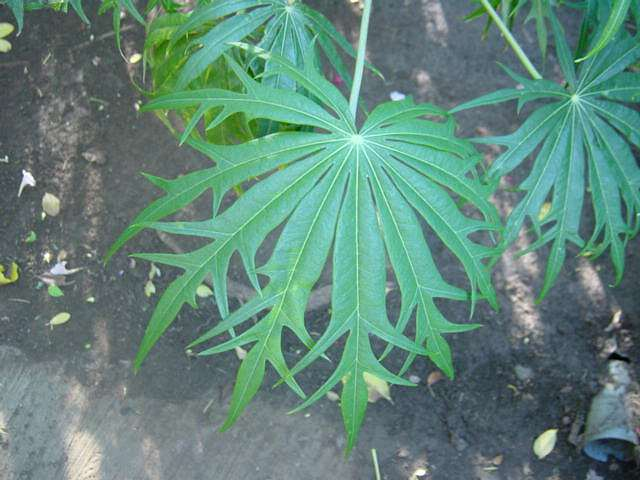
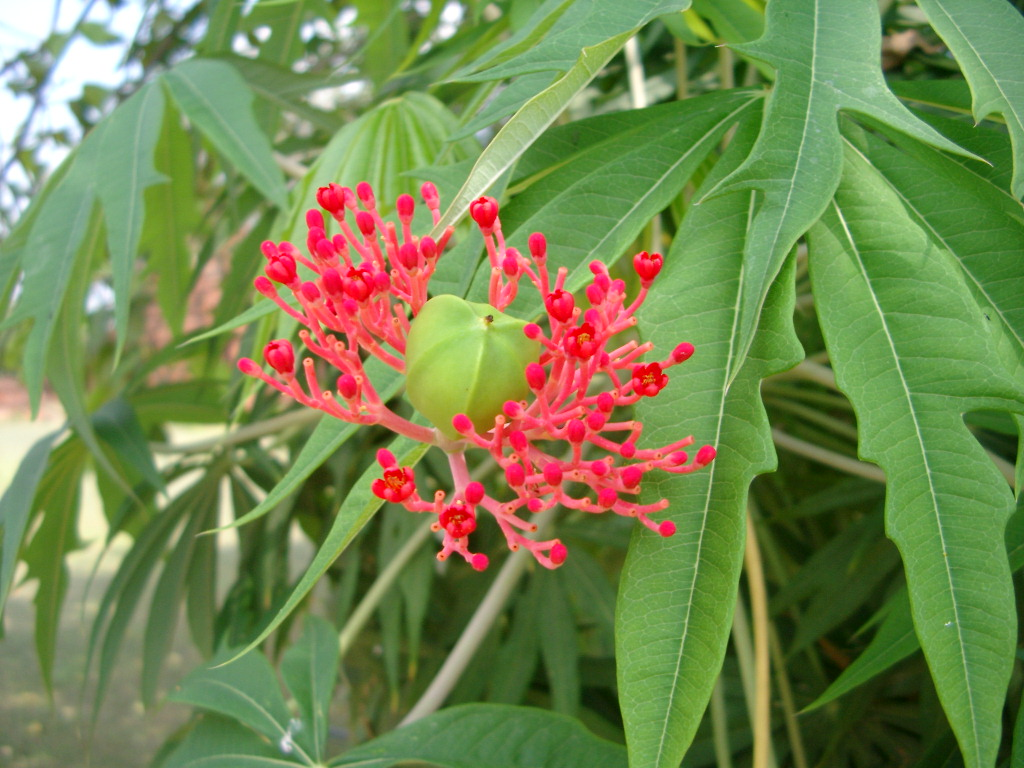